# Vanuackie odznaczenia

## Vanuatu
| Baretka    | Nazwa polska                                            | Nazwa angielska                                    |
| ---------- | ------------------------------------------------------- | -------------------------------------------------- |
|            | Order Vanuatu                                           | Order of Vanuatu                                   |
| w przygot. | Medal Vanuacki Dzielności                               | Vanuatu Gallantry Medal                            |
| w przygot. | Medal Vanuacki za Długoletnią Służbę i Dobre Zachowanie | Vanuatu Long Service and Good Conduct Medal        |
| w przygot. | Medal Vanuacki Służby Ogólnej                           | Vanuatu General Service Medal                      |
|            | Medal Niepodległości Vanuatu, 1980 (oryginalna wstążka) | Vanuatu Independence Medal, 1980 (original ribbon) |
|            | Medal Niepodległości Vanuatu, 1980 (druga wstążka)      | Vanuatu Independence Medal, 1980 (second ribbon)   |